# 57567 Crikey
57567 Crikey este un asteroid din centura principală de asteroizi.

## Descriere
57567 Crikey este un asteroid din centura principală de asteroizi. A fost descoperit pe 14 octombrie 2001 la Needville de Observatorul din Needville. Asteroidul prezintă o orbită caracterizată de o semiaxă mare de 3,18 ua, o excentricitate de 0,16 și o înclinație de 2,6° în raport cu ecliptica.